# Gabriele Clemens
Gabriele Clemens (Aken, 6 oktober 1953) is een Duitse historica voor Europese geschiedenis.
Sinds 1998 bekleedt zij de Jean Monnet Leerstoel voor de geschiedenis van de Europese integretie en Europese studies aan de Universiteit van Hamburg.
Het zwaartepunt in haar onderzoek valt op Groot-Brittannië en het Europese integratieproces, de geschiedenis van het Europese integratieproces, de geschiedenis van Groot-Brittannië na 1945, het cultuurbeleid, de Europese reputatiebehartiging en Europese films.

## Boeken

### Monografieën
- (de)  samen met Alexander Reinfeldt/ Gerhard Wille: Geschichte der europäischen Integration. Ein Lehrbuch (Geschiedenis van de Europese integratie. een leerboek), Paderborn 2008, ISBN 978-3-8252-3097-5.
- (de)  Britische Kulturpolitik in Deutschland. 1945–1949. Literatur, Film, Musik und Theater. Stuttgart 1997, ISBN 3-515-06830-9.
- (de)  Martin Spahn und der Rechtskatholizismus in der Weimarer Republik. Mainz 1983, ISBN 3-7867-1049-X.